# Letesenbet Gidey
Letesenbet Gidey (n. 20 martie 1998, Statul Tigray, Etiopia) este o atletă etiopiană de curse pe distanțe lungi. Medaliată cu bronz la Jocurile Olimpice de la Tokyo 2020 pe distanța de 10.000 de metri, ea a câștigat o medalie de argint în această probă la Campionatele Mondiale din 2019 și aurul trei ani mai târziu, în 2022. Letesenbet a deținut recordurile mondiale la 5.000 de metri și 10.000 de metri, pe care le-a stabilit în octombrie 2020 și, respectiv, iunie 2021. Este prima femeie de la Ingrid Kristiansen, din 1986-1993, care a deținut simultan ambele recorduri (recordul în proba de 5.000 de metri a fost bătut de Faith Kipyegon în 2023). În octombrie 2021, a stabilit recordul mondial la semimaraton, doborând recordul anterior cu peste un minut. De asemenea, ea deține cel mai bun rezultat mondial în cursa de 15 km pe șosea.

## Realizări
| An   | Competiție                                      | Locație                | Loc | Eveniment | Note     |
| ---- | ----------------------------------------------- | ---------------------- | --- | --------- | -------- |
| 2015 | Campionatul Mondial de Cros de Juniori (sub 20) | Guiyang, China         | 1   | 6 km      | 19:48    |
| 2015 | Campionatul Mondial de Cros de Juniori (sub 20) | Guiyang, China         | 1   | 6 km      | echipe   |
| 2015 | Campionatul Mondial de Juniori (sub 18)         | Cali, Columbia         | 4   | 3000 m    | 9:04,64  |
| 2017 | Campionatul Mondial de Cros de Juniori (sub 20) | Kampala, Uganda        | 1   | 6 km      | 18:34    |
| 2017 | Campionatul Mondial de Cros de Juniori (sub 20) | Kampala, Uganda        | 1   | echipe    | 18:34    |
| 2017 | Campionatul Mondial                             | Londra, Marea Britanie | 11  | 5000 m    | 15:04,99 |
| 2019 | Campionatul Mondial de Cros                     | Aarhus, Danemarca      | 3   | 10 km     | 36:24    |
| 2019 | Campionatul Mondial de Cros                     | Aarhus, Danemarca      | 1   | echipe    | 36:24    |
| 2019 | Campionatul Mondial                             | Doha, Qatar            | 2   | 10 000 m  | 30:21,23 |
| 2021 | Jocurile Olimpice                               | Tokio, Japonia         | 3   | 10 000 m  | 30:01,72 |
| 2022 | Campionatul Mondial                             | Eugene, Statele Unite  | 5   | 5000 m    | 14:47,98 |
| 2022 | Campionatul Mondial                             | Eugene, Statele Unite  | 1   | 10 000 m  | 30:09.94 |
| 2023 | Campionatul Mondial de Cros                     | Bathurst, Australia    | –   | 10 km     | DS       |

## Recorduri personale
| Probă       | Performanță | Dată              | Locație  |
| ----------- | ----------- | ----------------- | -------- |
| 5000 m      | 14:06,62    | 7 octombrie 2020  | Valencia |
| 10 000 m    | 29:01,03    | 8 iunie 2021      | Hengelo  |
| Semimaraton | 1:02:52     | 24 octombrie 2021 | Valencia |
| Maraton     | 2:16:49     | 4 decembrie 2022  | Valencia |